# Weißenkirchen in der Wachau
Weißenkirchen in der Wachau est une commune autrichienne du district de Krems en Basse-Autriche.

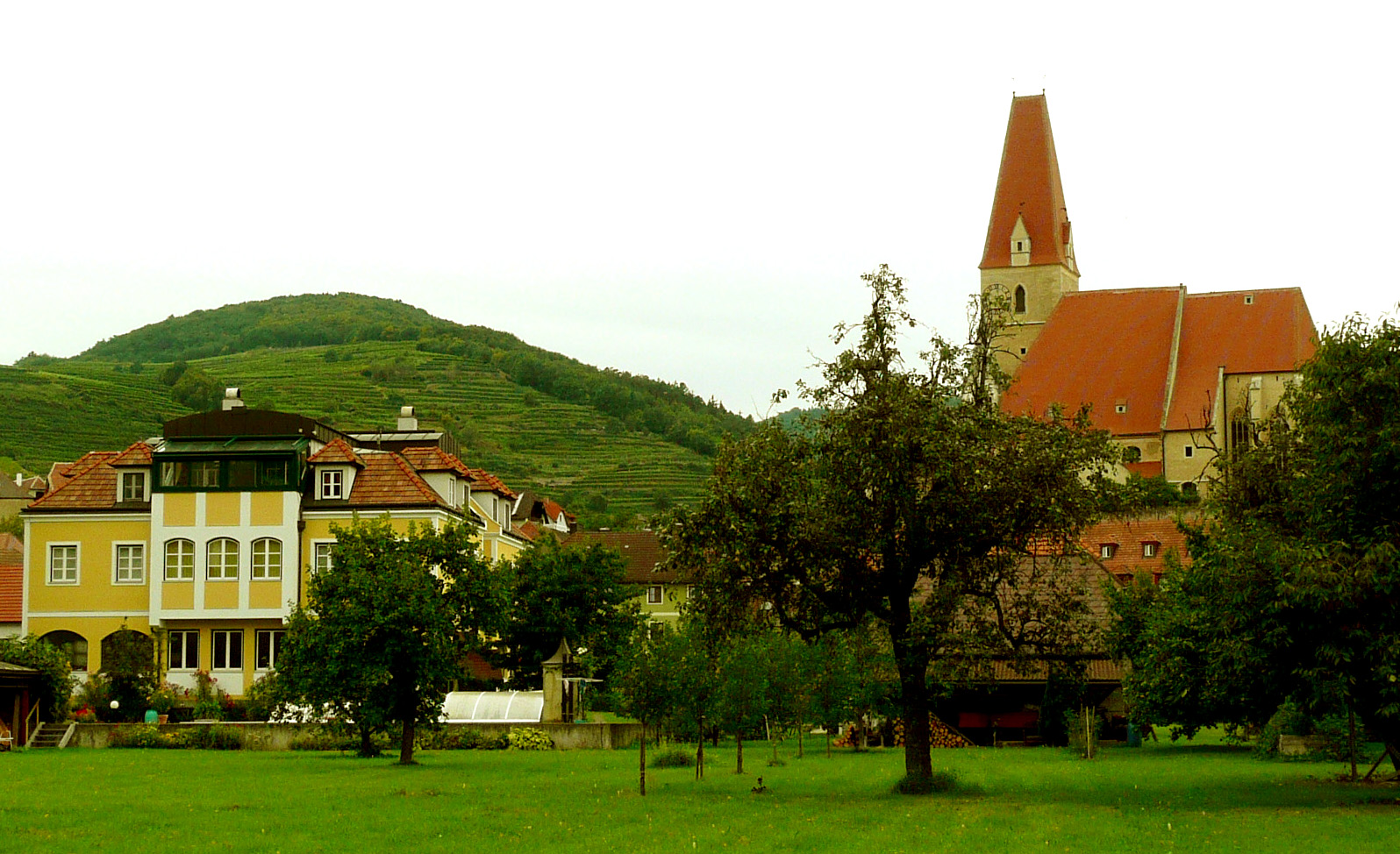
La commune et son église

## Géographie

Weißenkirchen in der Wachau. Octobre 2021.